# Ocotlán de Morelos
Pour les articles homonymes, voir Ocotlán.
Ocotlán de Morelos est une ville et une municipalité de l'état d'Oaxaca, à environ 35 km au sud du centre de la ville d'Oaxaca, le long de la route 175. Elle fait partie du district d'Ocotlán, au sud de la région des Valles Centrales,. La région était un important centre de population à l'époque de la conquête espagnole et c'est pour cette raison qu'un important monastère dominicain y a été établi au XVIe siècle. Le complexe existe toujours, l'église servant toujours de lieu de culte et le cloître servant de musée.
Bien que généralement calme, la ville est un important centre de distribution et de transport pour le sud de la région des vallées centrales d'Oaxaca, une fonction qui devrait être renforcée avec l'ouverture d'une nouvelle autoroute en construction pour relier la ville d'Oaxaca avec la côte Pacifique. La ville est connue pour l'artiste Rodolfo Morales, qui a peint des aspects de sa ville natale dans ses œuvres et a parrainé des projets pour sauver et restaurer des monuments historiques. Depuis des générations, la municipalité est connue pour son artisanat, la famille Aguilar fabriquant des céramiques et produisant certains des artisans les plus connus.